# Kyle Anderson

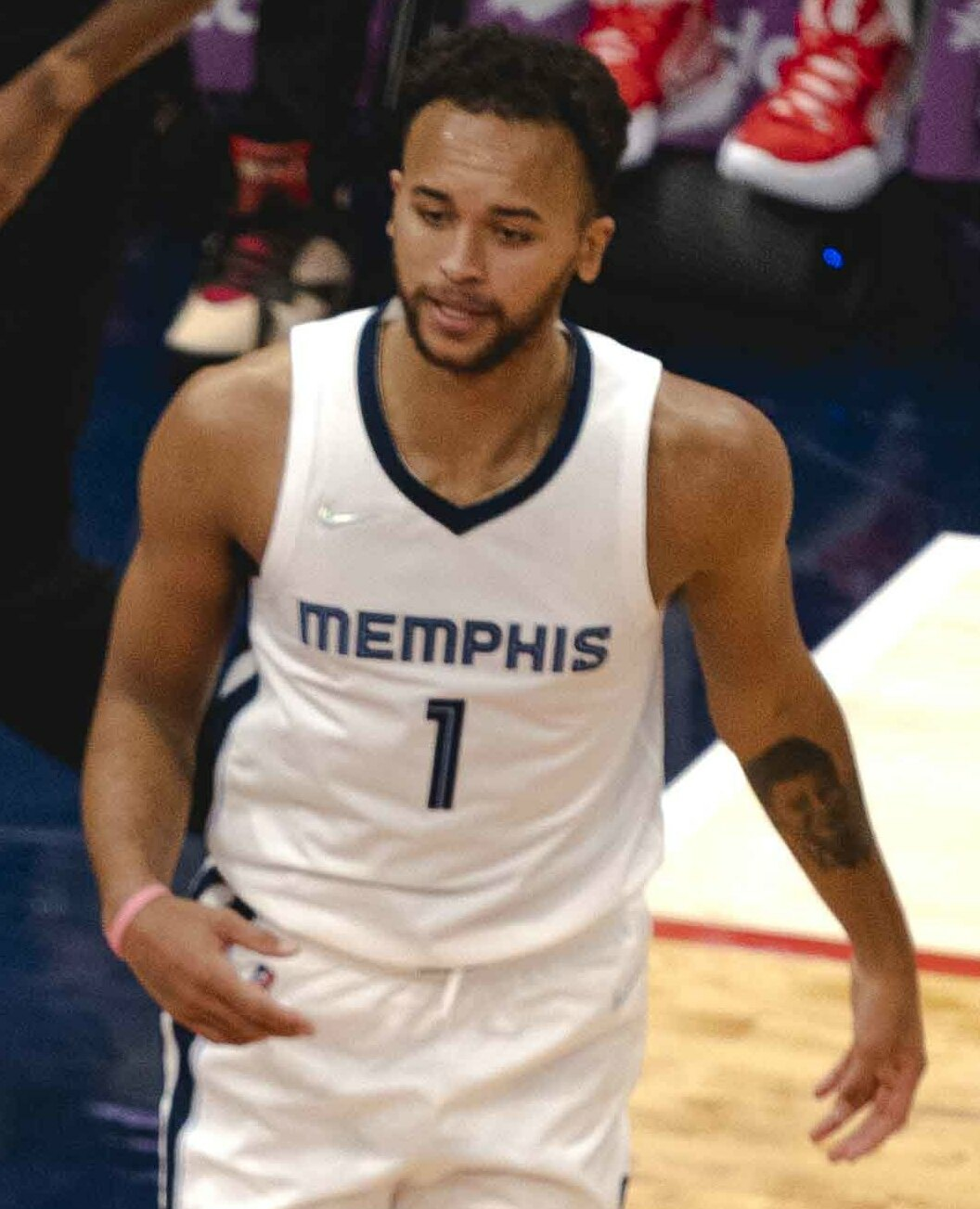
Kyle Anderson, 2021.

Kyle Forman Anderson, känd även som Li Kaier (förenklade kinesiska tecken: 李凯尔; traditionella kinesiska tecken: 李凱爾 och pinyin: Lǐ Kǎiěr), född 20 september 1993 i New York, New York i USA, är en kinesisk-amerikansk professionell basketspelare (PF/SF) som spelar för Utah Jazz i National Basketball Association (NBA). Han har tidigare spelat för San Antonio Spurs, Memphis Grizzlies, Minnesota Timberwolves, Golden State Warriors och Miami Heat.
Anderson draftades av San Antonio Spurs i första rundan i 2014 års draft som 30:e spelare totalt.
Innan han blev proffs studerade Anderson vid University of California, Los Angeles och spelade för deras idrottsförening UCLA Bruins.
I juli 2023 blev han kinesisk medborgare i syfte att kunna spela för det kinesiska herrlandslaget vid världsmästerskapet i basket för herrar 2023.